# 스파이오시쿠도
스파이오시쿠도(Oxymycterus delator)는 비단털쥐과에 속하는 남아메리카 설치류이다. 파라과이에서만 발견된다.